# تپه ایشان صوله
تپه عین صوله (ایشان صوله) مربوط به دوران پیش از تاریخ ایران باستان است و در شهرستان دهلران، بخش موسیان، روستای عین صوله واقع شده و این اثر در تاریخ ۱۲ شهریور ۱۳۸۰ با شمارهٔ ثبت ۳۸۱۸ به‌عنوان یکی از آثار ملی ایران به ثبت رسیده است.